# John Hwett Pierce
John Hwett Pierce (* 1912 -) és un botànic, i professor nord-americà. Habitualment ha treballat conjuntament amb el seu col·lega Robert Zander (1892 - 1969) .

## Algunes publicacions
- 1939. Early wildflowers of Acadia (Acadia nature notes). Ed. Acadia National Park. 49 pp.
- 1982. Greenhouse Grow How. Ed. Scribner. 241 pp. ISBN 0-918730-01-5
- 1989. The Public Gardens and Parks of Niagara. Ed. Vanwell. ISBN 0-920277-25-X
- 1992. Home Solar Gardening: Solar Greenhouses For Your House, Backyard or Apartment. Ed. Key Porter Books. 164 pp. ISBN 1-55013-381-0
- 1993. Easy Lifelong Gardening: A Practical Guide for Seniors. Ed. Trafalgar Square Publ. 243 pp. ISBN 0-943955-72-6

## Honors

### Epònims
Flora
- (Phytolaccaceae) Piercea Mill.[1]